# Girolamo Mattei

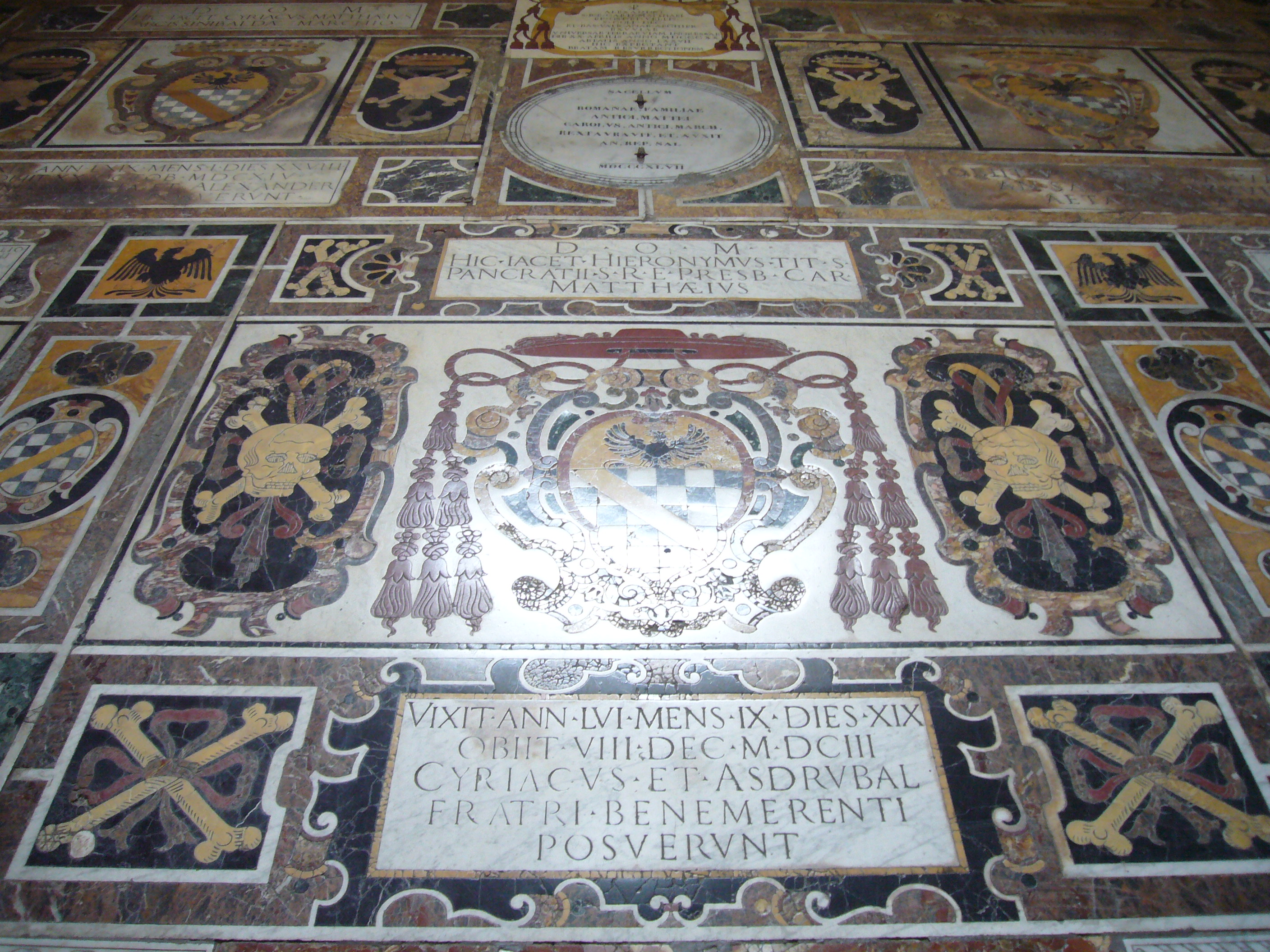
Tumba de Girolamo Mattei (Roma)

Girolamo Mattei (8 de fevereiro de 1547 - 8 de dezembro de 1603) foi um cardeal italiano da Casa de Mattei. 

## Biografia
Mattei nasceu em 8 de fevereiro de 1547, filho de Alessandro Mattei e Emilia Mazzatosta. Ele era o irmão mais novo de Ciriaco Mattei e o irmão mais velho de Asdrubale Mattei, Marquis di Giove. Foi tio de Girolamo Mattei, Duca di Giove e Luigi Mattei, comandante das forças leais ao Papa.
Mattei foi elevado a cardeal diácono em 1586 com as diaconias de Sant'Adriano al Foro e Sant'Agata dei Goti (1587), em seguida, Santa Maria in Cosmedin (1587-89), então a igreja titular de San Pancrazio fuori le mura de 1592 a 1603.
Ele participou dos conclaves de 10 a 30 de janeiro de 1592 (elegendo o Papa Clemente VIII) e também das eleições do Papa Inocêncio IX, do Papa Gregório XIV e do Papa Urbano VII. De 1591 a 1603 foi prefeito da Congregação para o Clero.